# 樊村镇 (宜阳县)
樊村乡，是中华人民共和国河南省洛陽市宜阳县下辖的一个乡镇级行政单位。

## 行政区划
樊村乡下辖以下地区：
樊村、北杓柳村、宋村、铁炉村、王寨村、杓柳村、姜营村、里河村、苏村、沙坡村、安古村、马道村、老庄村、任村和李在村。